# Кучки (Вілейський район)
Кучки (біл. вёска Кучкі) — село в складі Вілейського району Мінської області, Білорусь. Село підпорядковане В'язинській сільській раді, розташоване в північній частині області.